# Hew Strachan
Sir Hew Francis Anthony Strachan, né le 1er septembre 1949 à Édimbourg, est un historien militaire britannique.
Strachan est connu pour avoir travaillé sur l'administration de l'Armée britannique et sur l'histoire de la Première Guerre mondiale.

## Ouvrages
- British Military Uniforms, 1768–1796 (Arms and Armour, 1975)
- History of the Cambridge University Officers Training Corps (1976)  (ISBN 0-85936-059-8) (OCLC 2647367)
- European Armies and the Conduct of War (London, 1983)  (ISBN 0-415-07863-6)
- Wellington's Legacy: The Reform of the British Army 1830–54 (Manchester, 1984)  (ISBN 0-7190-0994-4)
- From Waterloo to Balaclava: Tactics, Technology and the British Army (Cambridge, 1985)  (ISBN 0-521-30439-3)
- The Politics of the British Army (Oxford, 1997)  (ISBN 0-19-820670-4)
- The Oxford Illustrated History of the First World War (éd.) (Oxford, 1998)  (ISBN 0-19-820614-3)
- The First World War, volume 1 : To Arms (Oxford, 2001)  (ISBN 0-19-926191-1) (premier d'un ensemble prévu de trois volumes)
- Military Lives Oxford: Oxford University Press, 2002.  (ISBN 0-19-860532-3)
- The First World War: A New Illustrated History (Simon & Schuster, 2003)
- The First World War (Viking, 2004  (ISBN 0-670-03295-6) (single volume survey of the war)
- The First World War in Africa (Oxford, 2004)
- German Strategy in the First World War in Wolfgang Elz et Sönke Neitzel: Internationale Beziehungen im 19. und 20. Jahrhundert, p. 127–144 (2003)  (ISBN 3-506-70140-1)
- Clausewitz's On War: a Biography (Atlantic Monthly Press 2007)  (ISBN 0-87113-956-1).
- Avec Holger Afflerbach : How Fighting Ends. A History of Surrender. Oxford University Press, Oxford/New York 2012,  (ISBN 978-0-19-969362-7).
- The Direction of War: Contemporary Strategy in Historical Perspective 2013.  (ISBN 1-107-04785-4) (OCLC 852957790)

## Source
- (en) Cet article est partiellement ou en totalité issu de l’article de Wikipédia en anglais intitulé « Hew Strachan » (voir la liste des auteurs).